# Komitee der Stauferfreunde

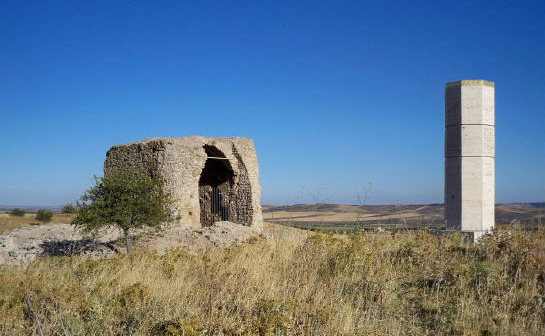
Stauferstele in Fiorentino in Apulien

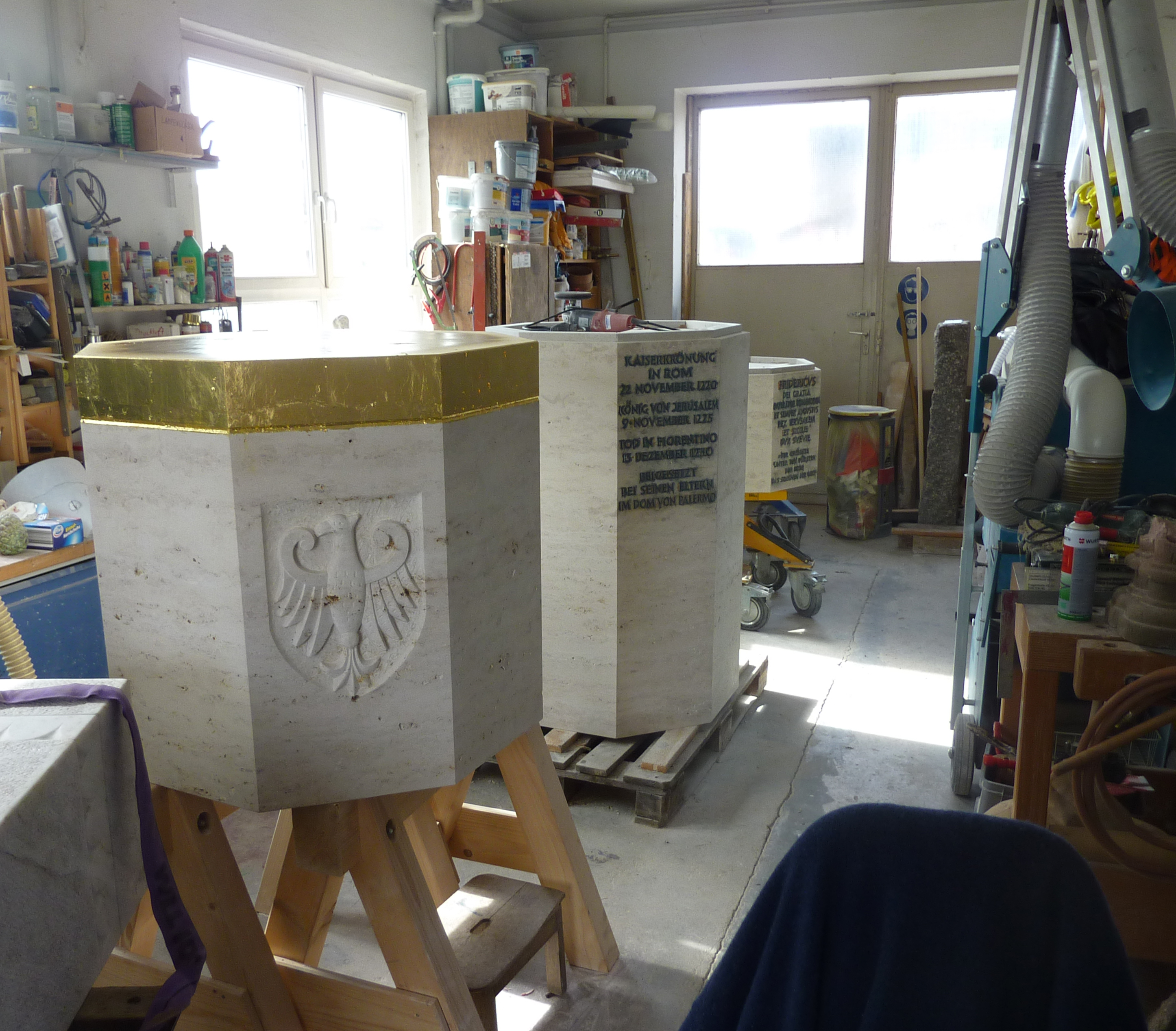
Einzelteile einer Stauferstele in der Bildhauerwerkstatt von Markus Wolf

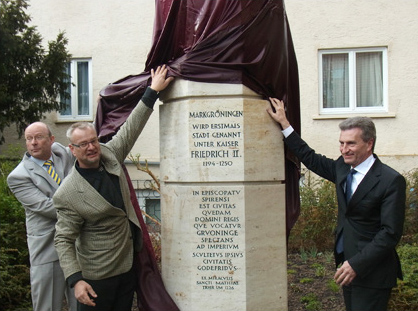
EU-Kommissar Günther Oettinger (rechts) und Bildhauer Markus Wolf (links vorn) enthüllen am 21. April 2012 eine Stauferstele in Markgröningen

Das Komitee der Stauferfreunde wurde am 1. Juni 2002 gegründet und hatte sich die Aufgabe gestellt, Stauferstelen „an Europas herausragendsten Stauferstätten“ in Erinnerung an die Staufer zu errichten. Die Staufer waren im Hochmittelalter römisch-deutsche Könige und Kaiser.
Die Denkmäler sind Werke des Stuttgarter Bildhauers Markus Wolf. Die Finanzierung der Stelen übernahmen Stifter. Das Komitee stellte Ende 2018 seine Aktivitäten ein.
Bis zu diesem Zeitpunkt waren achtunddreißig Stauferstelen in sechs europäischen Staaten realisiert.

## Mitglieder des Komitees
Das Komitee war ein Zusammenschluss von Ehrenamtlichen und hatte keinen rechtlichen Status. Die Mitglieder des Komitees waren:
- Alexandra Holler-Sagert, Studienrätin in Nürtingen
- Georg Friedrich Kempter, Denkmalpfleger i. R. in Stuttgart
- Ulf Merbold, Raumfahrer in Stuttgart[5]
- Andreas Raab †, Oberbürgermeister a. D. in Dinkelsbühl[6]
- Gerhard Raff, Schriftsteller in Stuttgart-Degerloch
- Karl-Heinz Rueß, Stadtarchivar in Göppingen und Geschäftsführer der Gesellschaft für staufische Geschichte
- Johann Heinrich von Stein, Emeritus der Universität Hohenheim
- Walter Ziegler, Kreisarchivar i. R. in Faurndau[7]

Das Komitee handelte im Andenken an die Tübinger Hochschullehrer
- Hansmartin Decker-Hauff (1917–1992)
- Heinz Löwe (1913–1991)
- Sönke Lorenz (1944–2012)